# Botte di fortuna
Botte di fortuna (The Brass Teapot) è un film del 2012 diretto da Ramaa Mosley.

## Trama
John e Alice sono una giovane coppia di sposi che vive in una piccola cittadina statunitense. Rimasti entrambi senza lavoro e con pochi soldi, per loro si prospetta un futuro difficile finché un incidente stradale li conduce in un negozio di antiquariato di due fratelli ebrei: qui Alice si ritrova attratta da un oggetto, una teiera, che decide di rubare.
Presto i due si renderanno conto di non avere a che fare con una teiera comune: l'oggetto sembra infatti essere in grado di produrre magicamente denaro contante ogni qualvolta uno dei proprietari o una delle persone a loro vicine viene fisicamente ferita o comunque prova del dolore. Non resisteranno quindi alla tentazione di provocare del male a sé stessi pur di iniziare ad accumulare soldi e provare così a risolvere i loro problemi, mentre gli originali proprietari della teiera hanno intenzione di recuperarla al più presto.
La teiera dà soldi in base al dolore provato (anche quello non fisico) e ne dà sempre di meno, spingendo quindi la coppia a gesti sempre più estremi come cercare di "raccogliere" i dolori degli altri o spingersi a cattiverie sempre peggiori. Ricevono più volte visite poco amichevoli da parte dei due fratelli ebrei che cercano, senza successo, di riprendersi la teiera; visitando i parenti con l'intenzione di fare dichiarazioni sconvolgenti, si dichiarano solo gelosi e vegani.
Rendendosi conto che si stanno rammollendo decidono di smetterla, ma prima Alice vuole ottenere un milione di dollari commettendo l'omicidio di un pedofilo. Mentre scavano la fossa per nascondere il futuro cadavere, John si ribella e cerca aiuto dal Dr. Ling, un signore cinese che li aveva implorati più volte di disfarsi della teiera: il Dr. Ling si dimostra amichevole come al solito ma li avverte che, per privare la teiera dei suoi poteri, essa deve essere donata da entrambi e per loro è troppo tardi.
Per convincere Alice a smetterla senza commettere l'omicidio, John tenta il suicidio con la teiera in mano, riuscendo a convincere la giovane moglie: durante la notte, però, la teiera viene rubata da Arnie, un loro ex amico, che poi trovano a casa sua esaltato dal potere della teiera assieme a sua moglie; Arnie e la moglie decidono quindi di uccidere Alice e John sparandogli, ma in quel momento arrivano i due ebrei: si scatena quindi una sparatoria in cui restano uccisi Arnie, sua moglie e i due ebrei.
La coppia si libera quindi definitivamente della teiera donandola al dr. Ling, che li aspetta fuori dalla casa e che alla fine la getterà in mezzo al mare; successivamente donano una generosa cifra ai loro amici.

## Distribuzione
Dopo aver esordito al Toronto International Film Festival l'8 settembre 2012, viene distribuito in alcune piattaforme video on demand dal 28 febbraio 2013 e nelle sale statunitensi a cura della Magnolia Pictures dal 5 aprile 2013 in distribuzione limitata.

## Accoglienza
Il Los Angeles Times definì la trama «un mix insolito di favola e satira», dove la bizzarra premessa cela verità più semplici e correlate alla vita di tutti i giorni. L'Huffington Post definì «sbalorditiva» la prima regia di un lungometraggio di Ramaa Mosley, spiegando come il film analizza con umanità e sensibilità temi riguardanti il sogno americano, l'attaccamento ai soldi e il cosa e quanto si è disposti a fare pur di guadagnarne.